# Reticulitermes fossarum
Reticulitermes fossarum (лат.) — ископаемый вид термитов рода Reticulitermes (семейство Heterotermitidae, ранее в Rhinotermitidae). Обнаружен в эоценовых отложениях Флориссанта (США, Колорадо). Возраст находки около 35 млн лет. Один из древних видов термитов.

## Описание
Мелкого размера термиты. Длина переднего крыла 9,25 мм, размер тела 7,25×1,5 мм.
Вид Reticulitermes fossarum был впервые описан в 1883 году Сэмюэлем Хаббардом Скаддером (Samuel Hubbard Scudder; 1837—1911, американским энтомологом, палеонтологом и коллекционером, открывшим и описавшим примерно 2000 видов членистоногих) вместе с таксоном Parotermes insignis, Zootermopsis coloradensis, Proelectrotermes fodinae, Prokalotermes hagenii и другими. Первоначально был описан под названием Eutermes fossarum. Среди синонимов: Eutermes meadii.
Другие сестринские таксоны: Hodotermopsis Holmgren, 1911, †Archotermopsis tornquisti K. von Rosen, 1913.